# Redfieldia flexuosa
Redfieldia flexuosa är en gräsart som först beskrevs av George Thurber, och fick sitt nu gällande namn av George Vasey. Redfieldia flexuosa ingår i släktet Redfieldia och familjen gräs. Inga underarter finns listade i Catalogue of Life.